# Carara nationalpark
Carara nationalpark (spanska: Parque nacional Carara) är en nationalpark i Costa Rica.   Den ligger i provinsen Puntarenas, i den centrala delen av landet, 60 km väster om huvudstaden San José. Carara nationalpark ligger 436 meter över havet. Arean är 52 kvadratkilometer.
Terrängen i Carara nationalpark är huvudsakligen kuperad, men åt nordväst är den platt. Runt Carara nationalpark är det ganska glesbefolkat, med 24 invånare per kvadratkilometer. Närmaste större samhälle är Jacó, 14,0 km söder om Carara nationalpark. I Carara nationalpark växer i huvudsak städsegrön lövskog.